# Massacre de Pégou
Le massacre de Pégou est un massacre de civils survenu le vendredi 9 avril 2021 dans la ville de Pégou, en Birmanie. Pendant le massacre, les troupes de l'armée de Birmanie et les officiers de la police de Birmanie tuent au moins quatre-vingt-deux civils. À l'époque, le massacre devient l'événement national le plus meurtrier depuis le coup d'État de 2021 en Birmanie, précédé du massacre de Hlaingthaya moins d'un mois plus tôt. Le massacre de Pégou fait près de 40 % des victimes civiles en avril 2021.

## Contexte

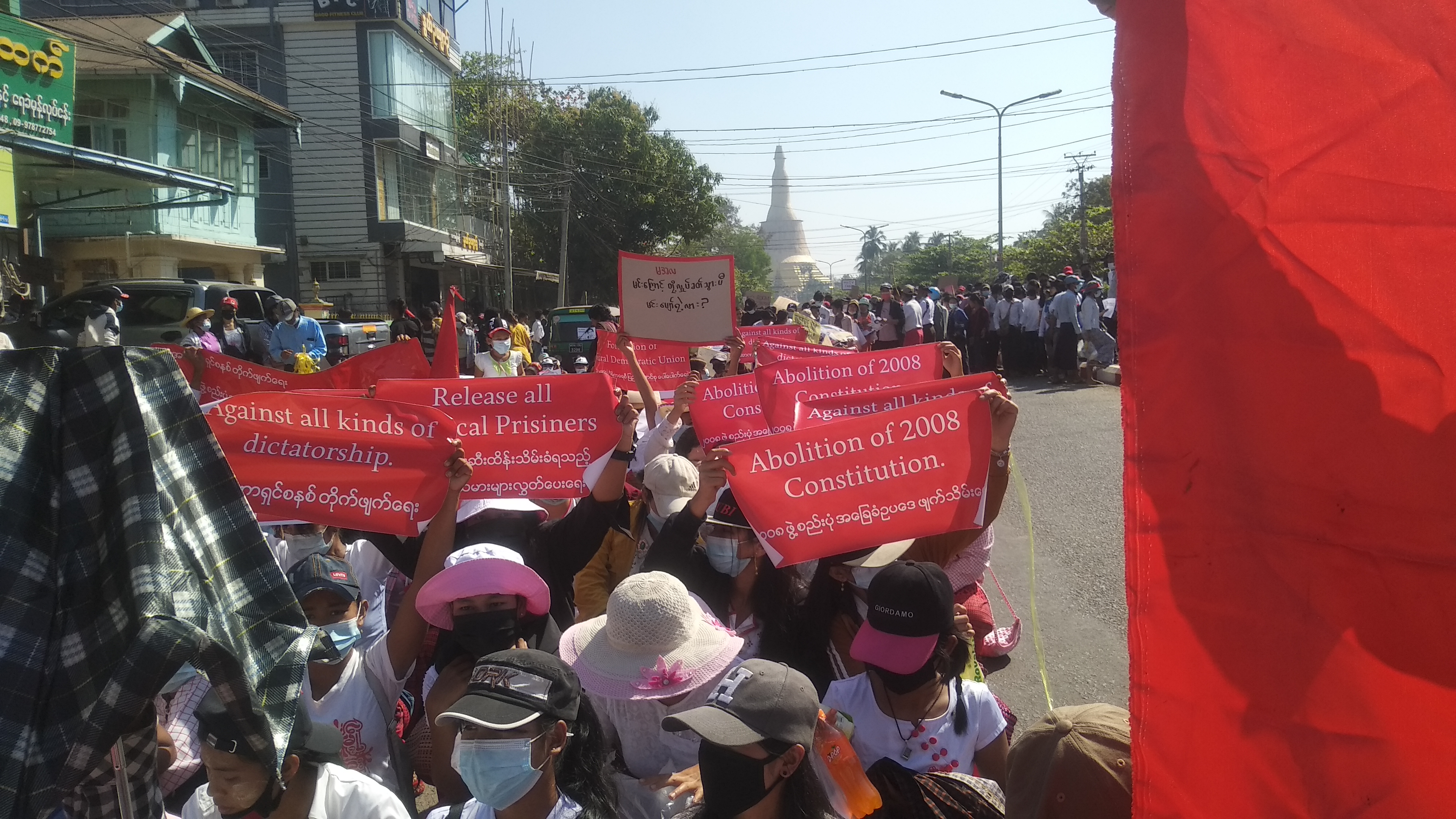
Des manifestants à Pégou en février 2021.

Le 1er février 2021, les forces armées de Birmanie organisent un coup d'État et renversent le gouvernement démocratiquement élu de la Ligue nationale pour la démocratie. Peu de temps après, l'armée crée une junte, le Conseil d'administration de l'État, et déclare l'état d'urgence national. En réponse, des civils dans tout le pays, y compris Pégou, organisent des manifestations à grande échelle pour résister à la prise de contrôle militaire. L'artère de Magadit Road, parsemée de barricades artisanales érigées par les manifestants, devient un bastion clé de la contestation à Pégou,.

## Incident

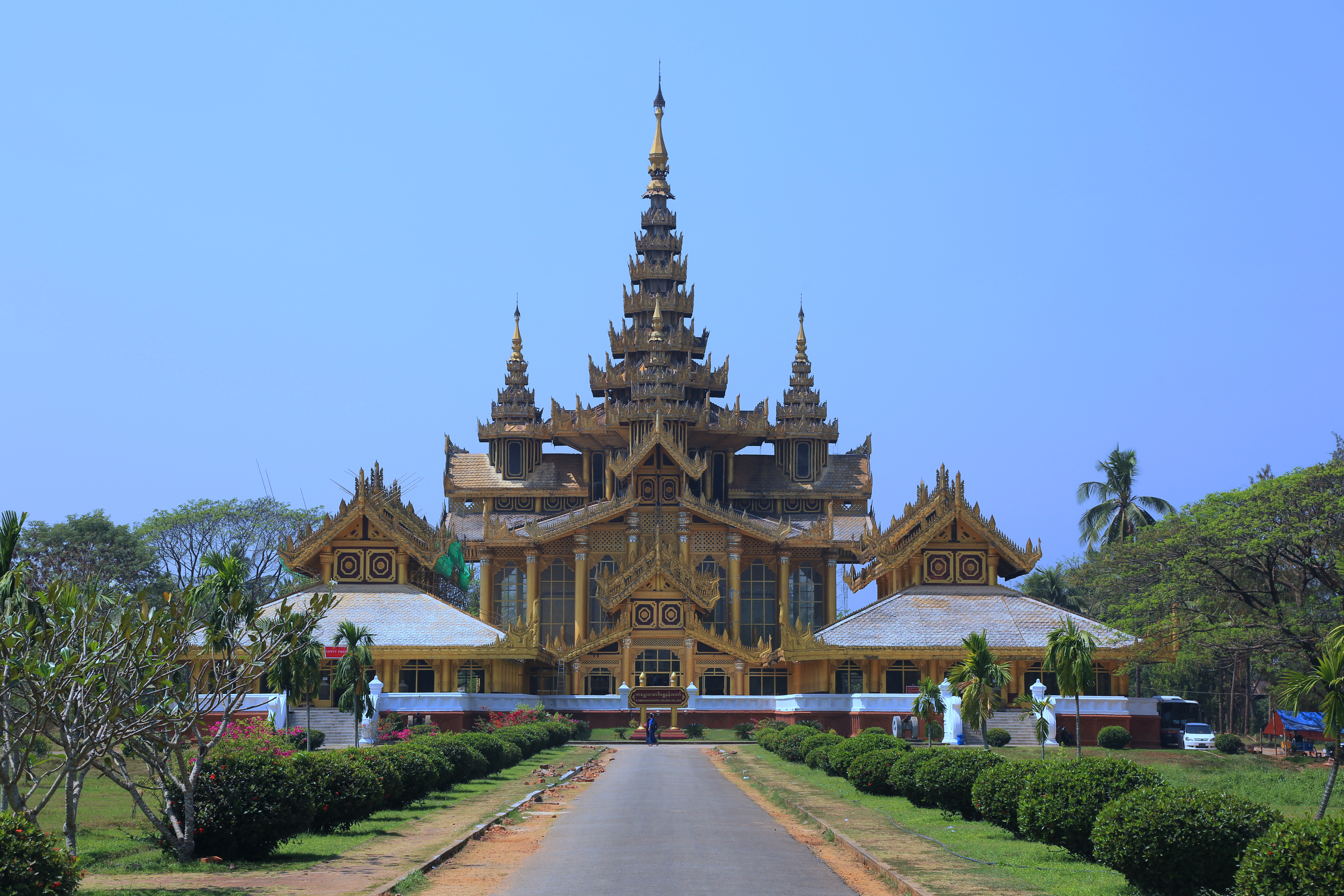
Palais de Kanbawzathadi près du site du massacre.

Dans les semaines qui précèdent le massacre, la junte militaire met en place une coupure nocturne d'Internet à Pégou. Au cours de la soirée précédente, la rumeur d'une opération militaire imminente circule largement parmi les habitants. Le matin du 9 avril 2021, les services Internet, téléphonique et électrique sont déconnectés à Pégou, pour entraver la coordination et la communication entre les manifestants,,.
À 4 heures du matin, l'armée lance des opérations avec 250 soldats attaquant les quartiers résidentiels de Pégou à Shinsawbu, Nantawya, Hmawkan et Ponnasu, entre les routes Magadit et Sandawtwin près du palais Kanbawzathadi. Les forces militaires bloquent toutes les routes principales de la ville. À 5 heures du matin, les forces de police commencent à tirer sans discernement sur les manifestants avec des armes lourdes alors que les forces armées détruisent les barrages routiers,. Certains civils prennent des mesures défensives, lançant des feux d'artifice et des projectiles artisanaux sur les forces qui avancent. À 10 heures du matin, les forces de police franchissent la dernière barricade sur Sandawtwin Road, établissant ainsi le contrôle total de la ville,. Durant le massacre, les forces de police ont ciblé en priorité les volontaires médicaux et de nombreuses victimes sont mortes d'une perte de sang excessive,.
Les forces de sécurité utilisent des tactiques de contre-insurrection contre les civils, ce qui fait un grand nombre de victimes. Immédiatement après, l'Association d'assistance aux prisonniers politiques fait état d'au moins 20 morts. Le lendemain, le nombre de morts passe à 82. En novembre 2021, au moins 50 victimes restent non identifiées.

## Auteurs
Les forces de l'Armée birmane et les forces de polices birmanes joignent leur force pour perpétrer le massacre,. Une base militaire se trouve à 2 km au nord de l'emplacement du massacre. Les forces de police utilisent des armes létales contre les civils, incluant des fusils d'assaut, des armes lourdes et des grenades à main,. Les soins médicaux sont refusés aux blessés,.

## Conséquences
Après le massacre, les troupes militaires restent stationnées près du site du massacre. Par la suite, environ 100 000 habitants des cinq quartiers voisins fuient leurs maisons,,. Les cadavres des victimes sont temporairement stockés dans l'enceinte de la pagode Shin Sawbu (également connue sous le nom de pagode Zeyamuni),. Les forces de police barricadent le site pendant plusieurs jours, empêchant les civils de récupérer les cadavres. À la suite de la répression, l'armée exige le paiement de 120 000 MMK (80 €) aux familles pour récupérer les cadavres des victimes,.

## Réactions

### Internes
Le lendemain, le journal dirigé par l'armée, le Global New Light of Myanmar, qualifie les manifestants d'émeutiers et affirme qu'ils avaient attaqué les forces de police avec des armes à feu artisanales, des cocktails Molotov, des flèches et des grenades. Un leader de la contestation, Ye Htut,compare le massacre à un génocide.

### Internationales
Michelle Bachelet, du Haut-Commissariat des Nations unies aux droits de l'homme, publie une déclaration condamnant l'escalade de la violence aveugle et l'utilisation d'armement militaire contre des civils. Elle compare la violence aux incidents de la guerre civile syrienne .
Le 12 avril, le Conseil Consultatif Spécial pour la Birmanie demande au Secrétaire général des Nations Unies d'agir immédiatement en réponse à la répression à Pégou. Thomas Andrews, le rapporteur spécial de l'ONU pour la Birmanie, qualifie le massacre de crime contre l'humanité.
Le 10 décembre 2021, le gouvernement américain annonce qu'il impose des sanctions à Myo Swe Win, le ministre en chef nommé par la junte de la région de Pégou, en réponse au massacre.